# Petropawlowski rajon (Region Altai)
Das Petropawlowski rajon (russisch Петропавловский район) ist ein Rajon in der sibirischen Region Altai.
Verwaltungssitz ist das Dorf Petropawlowskoje.